# Икономика на труда
Икономиката на труда е дял от икономическата наука, който изучава функционирането и динамиката на пазара на труда. Трудовите пазари функционират чрез взаимодействието на работещи и работодатели. Икономика на труда разглежда доставящите услуги на труд (работниците), търсещите такива услуги (работодатели), моделите на възнаграждение (заплати), трудовата заетост, доходите и различните системи за социално осигуряване.

## В България
Дисциплината „Икономика на труда“ се преподава през втория семестър на първи курс в Университета за национално и световно стопанство. Обучението се извършва от преподаватели от катедра „Човешки ресурси и социална защита“ към Общоикономическия факултет. Целта на обучението е да запознае студентите с принципите на трудовия пазар и с изграждането на системите за социално осигуряване.